# Pavel Dmitrievič Kiselëv
Pavel Dmitrievič Kiselëv (in russo Па́вел Дми́триевич Киселёв?; Mosca, 19 gennaio 1788 – Parigi, 26 novembre 1872) è stato un generale russo.
Militare durante le guerre napoleoniche, fu governatore dei principati danubiani dal 1829 al 1837 per poi assumere l'incarico di ministero ai beni fondiari.
Attuò una grande riforma, ma dopo la guerra di Crimea si dimise e fu ambasciatore a Parigi fino al 1862.

## Biografia

### Infanzia
Discendeva da un'antica nobile famiglia. Era il figlio maggiore di Dmitrij Ivanovič Kiselëv (1761-1820), e di sua moglie, Praskov'ja Petrovna (1767-1841), sorella del principe Aleksandr Petrovič Urusov. Trascorse l'infanzia a Mosca. Venne educato a casa, dove, come egli ricordò in seguito, non ricevette un'istruzione adeguata al suo rango (nella perfezione conosceva solo il francese). Come fa notare Nikolaj Druginyn, Kiselëv crebbe dai suoi genitori nella "devozione della tradizione religiosa" e "al culto della monarchia".
Casa sua era spesso visitata da Ivan Ivanovič Dmitriev e da Nikolaj Michajlovič Karamzin. Secondo il suo primo biografo, Andrej Parfënovič Zabloskij-Desjatovskij, sua madre facilitò i contatti tra il figlio e Pëtr Andreevič Vjazemskij e Aleksandr Ivanovič Turgenev.

## Carriera
Venne nominato cadetto presso gli archivi di Mosca del Ministero degli Affari Esteri (1805), nel 1806 venne trasferito al Reggimento di cavalleria con il grado di cornetta.
Partecipò al primo conflitto della Quarta coalizione, prendendo parte alla Battaglia di Heilsberg. Dopo la pace di Tilsit, Kiselëv tornò a San Pietroburgo. In seguito venne nominato nel seguito della regina Luisa durante il soggiorno della famiglia reale prussiana a San Pietroburgo (1808-1809).
Partecipò alla Battaglia di Borodino. Subito dopo Borodino fu nominato aiutante generale di Michail Andreevič Miloradovič. Il 2 aprile 1814 fu nominato aiutante di Alessandro I. Come parte del suo entourage era al Congresso di Vienna, nel 1815 a Berlino, era presente al fidanzamento tra il granduca Nicola e la principessa Carlotta.
Alla fine del 1815, direttamente da Berlino, lo zar gli ordinò di compiere un viaggio d'affari nella Russia meridionale.
Nel 1819 fu nominato capo di Stato Maggiore della 2ª Armata, facendo arrabbiare il nuovo comandante dell'esercito Peter von Wittgenstein.
Il 25 agosto 1821 si unì in matrimonio a Odessa con la contessina Sof'ja Potocka, conosciuta due anni prima ai tempi in cui era ospite fisso nella dimora dei suoi genitori.
Egli prevedeva la guerra tra Russia e Impero ottomano ed era molto preoccupato della scarsa preparazione per le future campagne dell'esercito russo. In preparazione per una possibile guerra, intraprese uno studio della storia delle precedenti guerre russo-turche quindi le fortezze posizionate sui confini vennero rinforzate. Nell'estate del 1816 Kiselëv uccise in duello l'ex comandante di brigata, il generale Ivan Mordvinov, che lo aveva sfidato alla mortale tenzone. Nel 1823 venne nominato aiutante generale.